# Televisão Polaca
TVP ou Telewizja Polska (em português: Televisão Polaca) é uma estação televisiva pública da Polónia.
A TVP começou suas emissões em 1952.

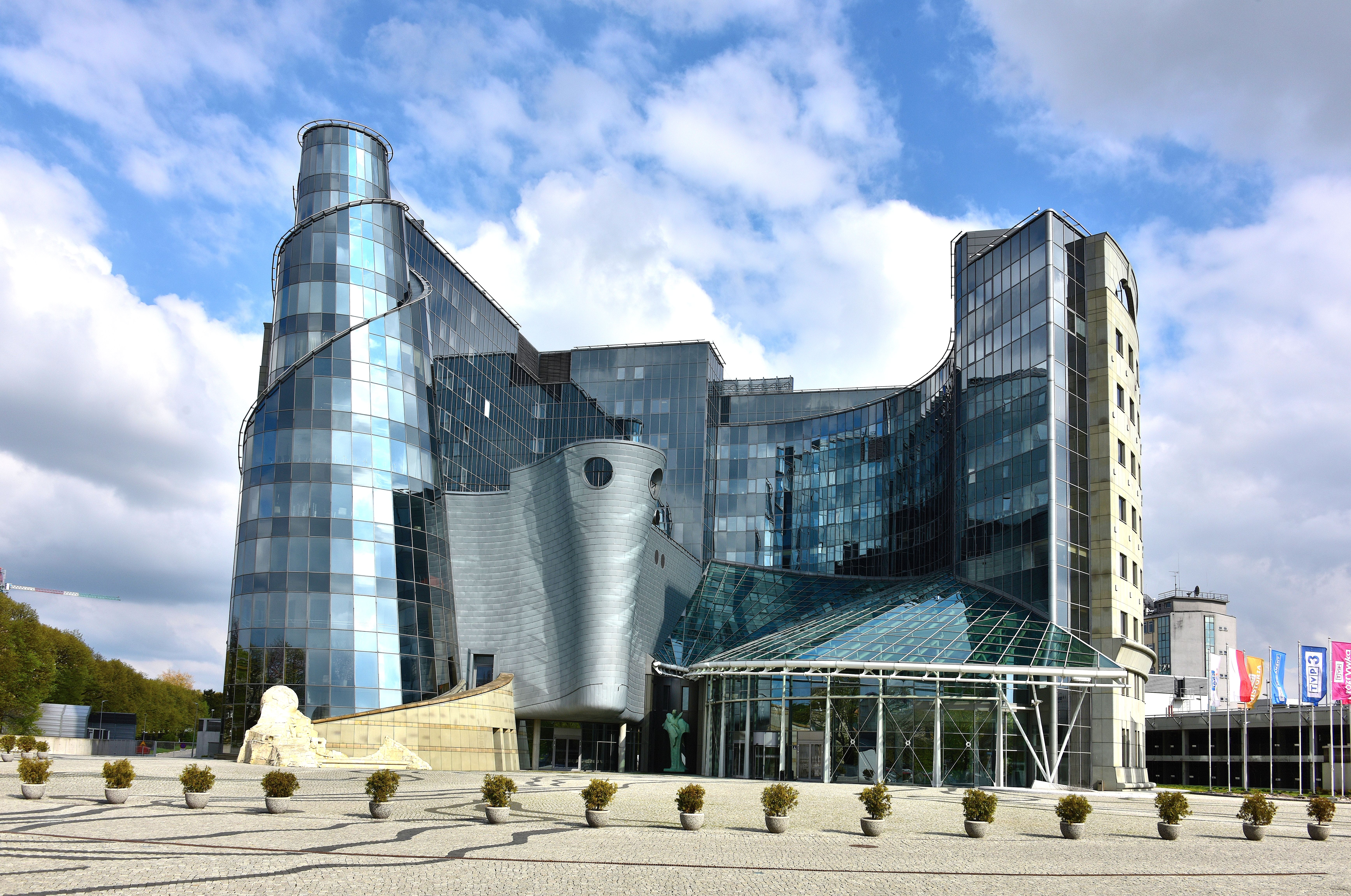
Sede da TVP em Varsóvia.

## Canais da TVP

### Canais nacionais e regionais
| Logótipo | Canal | Descrição | Fundação                        |
| -------- | ----- | --- | ------------------------------- |
|          | TVP1  | Principal canal da TVP, com programação com predominância nas notícias, dramaturgia, documentários, filmes e desporto. Transmite 22 horas por dia. | 23 de janeiro de 1953 (72 anos) |
|          | TVP2  | Canal que emite todo o tipo de programação (documentários, história, talk-shows, game-shows), também focando-se no entretenimento: programas de comédia, cabaret, e talk shows temáticos (sobre viagens e outras culturas) e também transmite notícias, filmes, telenovelas, series e desporto. Transmite 23.5 horas por dia. | 2 de outubro de 1970 (54 anos)  |
|          | TVP3  | Canal voltado para a programação regional e programas locais. | 1 de setembro de 2013 (11 anos) |

#### Canais RegionaisTVP3
| Logótipo | Canal                   | Descrição                                                       | Fundação                         |
| -------- | ----------------------- | --------------------------------------------------------------- | -------------------------------- |
|          | TVP Białystok           | Transmissão para a região de Voivodia da Podláquia.             | 21 de dezembro de 1997 (27 anos) |
|          | TVP Bydgoszcz           | Transmissão para a região de Voivodia da Cujávia-Pomerânia.     | 5 de setembro de 1994 (30 anos)  |
|          | TVP Gdańsk              | Transmissão para a região de Voivodia da Pomerânia.             | 6 de março de 1959 (66 anos)     |
|          | TVP Gorzów Wielkopolski | Transmissão para a região de Voivodia da Lubúsquia.             | 1 de janeiro de 2005 (20 anos)   |
|          | TVP Katowice            | Transmissão para a região de Voivodia da Silésia.               | 1 de março de 1959 (66 anos)     |
|          | TVP Kielce              | Transmissão para a região de Voivodia de Santa Cruz.            | 1 de janeiro de 2005 (20 anos)   |
|          | TVP Kraków              | Transmissão para a região de Pequena Polônia.                   | 4 de abril de 1961 (63 anos)     |
|          | TVP Lublin              | Transmissão para a região de Voivodia de Lublin.                | 12 de janeiro de 1985 (40 anos)  |
|          | TVP Łódź                | Transmissão para a região de Voivodia de Łódź.                  | 22 de julho de 1956 (68 anos)    |
|          | TVP Olsztyn             | Transmissão para a região de Voivodia da Vármia-Masúria.        | 1 de janeiro de 2005 (20 anos)   |
|          | TVP Opole               | Transmissão para a região de Opole.                             | 1 de janeiro de 2005 (20 anos)   |
|          | TVP Poznań              | Transmissão para a região de Voivodia da Grande Polônia.        | 1 de maio de 1957 (67 anos)      |
|          | TVP Rzeszów             | Transmissão para a região de Voivodia da Subcarpácia.           | 19 de outubro de 1990 (34 anos)  |
|          | TVP Szczecin            | Transmissão para a Voivodia da Pomerânia Ocidental.             | 1 de maio de 1960 (64 anos)      |
|          | TVP Warszawa            | Transmissão para a região de Varsóvia e de Voivodia da Mazóvia. | 9 de novembro de 1958 (66 anos)  |
|          | TVP Wrocław             | Transmissão para a região de Baixa Silésia.                     | 14 de dezembro de 1962 (62 anos) |

### Canais específicos
| Logótipo | Canal                      | Descrição                                                                                                | Fundação                          |
| -------- | -------------------------- | --- | --------------------------------- |
|          | TVP Info                   | Canal de notícias 24 horas.                                                                              | 6 de outubro de 2007 (17 anos)    |
|          | TVP Historia               | Canal de documentários dedicados á História. Transmite 20 horas por dia.                                 | 3 de maio de 2007 (17 anos)       |
|          | TVP Kultura                | Canal dedicado às artes e à cultura, focando-se também ao cinema e a música. Transmite 21 horas por dia. | 24 de abril de 2005 (19 anos)     |
|          | TVP Polonia                | Canal Internacional.                                                                                     | 31 de março de 1993 (31 anos)     |
|          | TVP Rozrywka               | Canal dedicado ao entretenimento. Transmite 20 horas por dia.                                            | 15 de abril de 2013 (11 anos)     |
|          | TVP Rozrywka International | Canal dedicado ao entretenimento.                                                                        | 2014 (1 ano)                      |
|          | TVP Seriale                | Canal dedicado às séries. Transmite 21 horas por dia.                                                    | 6 de dezembro de 2010 (14 anos)   |
|          | TVP Sport                  | Canal dedicado ao desporto. Transmite 17 horas por dia.                                                  | 18 de novembro de 2006 (18 anos)  |
|          | TVP Parlament              | Canal de política, com transmissão online.                                                               | 16 de junho de 2011 (13 anos)     |
|          | TVP ABC                    | Programação destinada a crianças. Transmite 15 horas por dia.                                            | 15 de fevereiro de 2014 (11 anos) |

### Outros Canais Nacionais
| Logótipo | Canal        | Descrição                                                           | Fundação                         |
| -------- | ------------ | ------------------------------------------------------------------- | -------------------------------- |
|          | TVP1 HD      | Simultâneo em alta definição da TVP1.                               | 1 de junho de 2012 (12 anos)     |
|          | TVP2 HD      | Simultâneo em alta definição da TVP2.                               | 1 de junho de 2012 (12 anos)     |
|          | TVP HD       | Simultâneo em alta definição da TVP HD.Broadcasts 18 hours per day. | 6 de agosto de 2008 (16 anos)    |
|          | TVP Sport HD | Simultâneo em alta definição da TVP Sport.                          | 12 de janeiro de 2014 (11 anos)  |
|          | Belsat       | Transmissão de canais em língua bielorrussa                         | 10 de dezembro de 2007 (17 anos) |